# Горњи близаначки мишић
Горњи близаначки мишић један је од два мала близаначка мишића.  

## Анатомија
Горњи близаначки мишић настаје са спољне (седалне) површине исхијалне кичме, и стапа се са горњим делом тетиве унутрашњег запорног мишића. Мањи је од доњег близаначког мишића. 
Код неких људи, влакна горњи близаначки мишић се протежу даље од просека и продужавају се на медијалну површину већег трохантера бутне кости.

### Снабдевање крвљу
Горњи близаначки мишић се снабдевају крвљу из доње седалне артерије. 

### Инервација
Горњи близаначки мишић је инервисан горњим близаначким нервом граном  унутрашњег запорног нерва – Л5, С1 и С2. 

## Функција
Горњи близаначки мишић делује као део мишићне групе троглавог мишића карлице да би произвео спољашњу (латералну) ротацију и абдукцију бутине. Покрет произведен контракцијом ове мишићне групе зависи од положаја ноге.
Спољашња (латерална) ротација - када је доњи екстремитет у анатомском положају, троглавог мишића карлице делује тако да ротира проксимални фемур споља. Ова функција је важна јер заједно са великим седалним мишићем, делом средњег седалног мишића, пириформисом, обтуратор ектернус и куадратус феморис, троглави мишић карлице споља ротирају доњи екстремитет у фази преношења циклуса хода.
Абдукција - када је кук савијен под углом од 90 степени, акција троглавог мишића карлице  повлачи проксимални бутни кост медијално. Дистална бутна кост се помера  бочно, а крајњи резултат је одвожење бутине. Ово одвожење из седећег положаја је покрет који се изводи када позиционирате доњи екстремитет на излазу из аутомобила, на пример.
Поред тога, везујући се између проксималног краја бутне кости и кости кука, горњи близаначки мишић игра улогу у стабилизацатора главе бутне кости у ацетабулуму карлице.

## Галерија
- Superior gemellus muscle.
- Right hip bone. External surface.
- Right femur. Anterior surface.
- "Triceps coxae".